# 2008년 하계 올림픽 투발루 선수단
2008년 하계 올림픽 투발루 선수단은 중화인민공화국 베이징에서 개최된 2008년 하계 올림픽에 참가한 올림픽 투발루 선수단이다. 2008년 하계 올림픽을 통해 사상 최초로 올림픽에 출전하였다. 투발루는 총 3명의 선수를 파견했으며 두 종목에 참가하게 되었다.
투발루는 폴리네시아에 있는 섬나라로서 전에는 엘리스 제도로 불리다가 1978년 영연방 국가로 독립한 국가이다. 투발루의 국가 올림픽 위원회는 2004년에 설립됐다. 국제올림픽위원회 IOC는 2007년 과테말라 시티에서 열린 회의에서 투발루의 공식 참가를 승인했으며 몬테네그로, 마셜 제도 공화국과 함께 최초로 참가하게 되었다. 이에 따라 올림픽 참가국이 205개국으로 늘어났다.
투발루의 국제 스포츠 행사 참가는 지금껏 극히 제한됐지만 2005년 역도 선수인 로고나 에사가 투발루인 최초로 태평양 게임(미니 스포츠 게임)에서 동메달을 따내면서 본격적으로 발돋움했다. 이후 로고나 선수는 2007년 퍼시픽 게임의 은메달을 거머쥐었다. 그는 이번 올림픽에 참가하게 됐으며 다른 두 선수는 최초의 투발루 여성 스포츠 선수가 될 아세나테 마노아와 오키라이 티닐로이다. 두 선수는 육상 종목에 참가하기 위해 올림픽 개최 전까지 피지 대표팀과 훈련했다.

## 육상
- 아세나테 마노아[4]
- 오키라이 티닐로[4]

### 남자
| 이름            | 종목 | 예선  | 예선 | 8강전     | 8강전     | 준결승전  | 준결승전  | 결승전    | 결승전    |
| 이름            | 종목 | 시간  | 순위 | 시간      | 순위      | 시간      | 순위      | 시간      | 순위      |
| --------------- | ---- | ----- | ---- | --------- | --------- | --------- | --------- | --------- | --------- |
| 오키라이 티닐로 | 100m | 11.48 | 77   | 진출 실패 | 진출 실패 | 진출 실패 | 진출 실패 | 진출 실패 | 진출 실패 |

### 여자
| 이름            | 종목 | 예선 | 예선 | 8강전 | 8강전 | 준결승전 | 준결승전 | 결승전 | 결승전 |
| 이름            | 종목 | 시간 | 순위 | 시간  | 순위  | 시간     | 순위     | 시간   | 순위   |
| --------------- | ---- | ---- | ---- | ----- | ----- | -------- | -------- | ------ | ------ |
| 아세나테 마노아 | 100m |      |      |       |       |          |          |        |        |

## 역도
- 남자 69 kg: 로고나 에사는 올림픽에 참가한 투발루의 첫 번째 역도 선수다.[5]

### 남자
| 선수        | 종목  | 인상 | 인상 | 용상 | 용상 | 합계 | 순위 |
| 선수        | 종목  | 결과 | 순위 | 결과 | 순위 | 합계 | 순위 |
| ----------- | ----- | ---- | ---- | ---- | ---- | ---- | ---- |
| 로고나 에사 | 69 kg | 110  | 29   | 144  | 23   | 254  | 23   |